# Murat Akça
Murat Akça (Istanboel, 13 juli 1990) is een Turks voetballer die speelt bij Pendikspor. Hij komt van de jeugd van Galatasaray. Akça speelde vervolgens bij Denizlispor en Adana Demirspor (op uitleenbasis), Sivasspor, Kardemir Karabükspor, Yeni Malatyaspor, Elazığspor (op uitleenbasis), Giresunspor, Altayvooraleer bij Pendikspor te belanden.